# William Golding
Sir William Gerald Golding (ur. 19 września 1911 w Newquay, zm. 19 czerwca 1993 w Perranarworthal) – brytyjski pisarz, poeta, laureat Nagrody Nobla w 1983 i Nagrody Bookera w 1980, najbardziej znany z powieści Władca much.

## Wczesne lata
Urodził się w Newquay w Kornwalii. Dzieciństwo spędził w domu rodzinnym w Malborough w hrabstwie Wiltshire, gdzie jego ojciec był profesorem nauk ścisłych w lokalnej szkole. Do szkoły tej uczęszczał William i jego brat, Joseph. Jego matka prowadziła dom. W 1930 rozpoczął studia w Oxfordzie na wydziale biologicznym, dwa lata później przeniósł się na anglistykę. Odbywał służbę wojskową, w trakcie której wziął czynny udział w II wojnie światowej. W 1934 wydał w Londynie pierwszą książkę – Wiersze, dzięki pomocy przyjaciela z Oxfordu, Adama Bittlestona. W prywatnym dzienniku przyznał, że w wieku 18 lat próbował zgwałcić nastolatkę (z którą wcześniej brał lekcje gry na pianinie) podczas wakacji, najwyraźniej błędnie zinterpretowawszy to, co uznał za „chęć intensywnego seksu”. Golding był też uzależniony od alkoholu.

## Życie prywatne
30 września 1939 ożenił się z Ann Brookfield, chemiczką analityczną. W 1940 urodził mu się syn, David, a w 1944 – córka, Judith.

## Wojna
Podczas II wojny światowej Golding walczył w Royal Navy. Uczestniczył m.in. w pościgu za niemieckim pancernikiem Bismarck oraz operacji lądowania wojsk alianckich w Normandii, podczas której dowodził okrętem. Po zakończeniu działań wojennych powrócił do nauczania oraz kontynuował karierę pisarską.

## Osiągnięcia pisarskie
We wrześniu 1953 wysłał manuskrypt swojej najnowszej książki, odrzuconej uprzednio przez co najmniej dziesięciu wydawców, do oficyny Faber & Faber. Początkowo i tym razem została odrzucona przez recenzenta, jednak nowy naczelny redaktor wydawnictwa, Charles Monteih, docenił jej wartość i we wrześniu 1954 ukazała się w księgarniach pt. Władca much. Sukces pisarski pozwolił Goldingowi na rezygnację w 1961 z pracy nauczyciela. Został wówczas pisarzem-rezydentem w amerykańskim Hollins College (zlokalizowanym niedaleko Roanoke w Wirginii) i całkowicie poświęcił się pracy twórczej.
W 1980 został wyróżniony Nagrodą Bookera za najlepszą powieść, a w 1983 uzyskał nagrodę Nobla w dziedzinie literatury. Pięć lat później został pasowany przez królową na rycerza i uzyskał tytuł szlachecki.

## Ostatnie lata
Siedem lat przed śmiercią przeniósł się wraz z żoną do Perranarworthal w Kornwalli, gdzie zmarł na zawał serca 19 czerwca 1993. Jego ciało zostało spopielone, a prochy pochowane na cmentarzu we wsi Bowerchalke w angielskim Wiltshire. Po jego śmierci ukazała się niedokończona książka Dwoisty język.

## Różne
William Golding był aktywną postacią pośród teoretyków potwora z Loch Ness i napisał wiele artykułów poświęconych temu zagadnieniu.
Interesował się muzyką poważną, grał też w wolnym czasie na fortepianie.

## Twórczość
- Poems (1934)
- Lord of the Flies (1954) – wyd. pol. Władca much, Czytelnik 1967
- The Inheritors (1955) – wyd. pol. Spadkobiercy, Czytelnik 1989
- Pincher Martin (1956) – wyd. pol. Chytrus, Rebis 1995
- The Brass Butterfly (1958)
- Free Fall (1959) – wyd. pol. Siła bezwładu, PAX 1970
- The Spire (1964) – wyd. pol. Wieża, PAX 1966
- The Hot Gates (1965)
- The Pyramid (1967) – wyd. pol. Piramida, Atext 1995
- The Scorpion God (1971) – wyd. pol. Bóg Skorpion, Wydawnictwo Literackie 1988
- Darkness Visible (1979) – wyd. pol. Widzialna ciemność, Czytelnik 1986
- A Moving Target (1982) – wyd. pol. Ruchomy cel, Rebis 1997
- The Paper Men (1984) – wyd. pol. Papierowi ludzie, Iskry 1988
- An Egyptian Journal (1985)
- To the Ends of the Earth – trylogia morska
  - Rites of Passage (1980) – wyd. pol. Rytuały morza, Amber 1994
  - Close Quarters (1987) – wyd. pol. Twarzą w twarz, Amber 1995
  - Fire Down Below (1989) – wyd. pol. Piekło pod pokładem, Amber 1995
- The double tongue (1995) – wyd. pol. Dwoisty język, Rebis 1997

## Ekranizacje
Władcę much zekranizowano dwukrotnie:
- Władca much (film 1963)
- Władca much (film 1990)

Natomiast na podstawie trylogii Na koniec świata nakręcono trzyodcinkowy miniserial telewizyjny BBC (2005) z Benedictem Cumberbatchem w roli głównej.